# Вульково
Вульково — деревня в Себежском районе Псковской области России. Входит в состав городского поселения Идрица.

## География
Находится на юго-западе региона, в восточной части района, в обезлесенной местности около озера Могилинское. Примерная протяжённость границ деревни: с севера на юг 845 м, с севера на юг 1120 м.
Уличная сеть не развита.

## История
В 1802—1924 годах земли поселения входили в Себежский уезд Витебской губернии.
В 1941—1944 гг. местность находилась под фашистской оккупацией войсками Гитлеровской Германии.
До 1995 года деревня входила в Красный сельсовет. Постановлением Псковского областного Собрания депутатов от 26 января 1995 года все сельсоветы в Псковской области были переименованы в волости и деревня стала частью Красной волости.
В 2015 году Красная волость, вместе с населёнными пунктами, была влита в состав городского поселения Идрица.

## Население
| 2001 | 2002 | 2010 |
| ---- | ---- | ---- |
| 46   | ↘31  | ↘23  |

Согласно результатам переписи 2002 года, в национальной структуре населения русские составляли 100 % от общей численности в 31 чел..

## Известные жители
В деревне родился Царёв, К. С. (1929-1963),  старший сержант милиции, погибший при исполнении служебных обязанностей по охране общественного порядка в Москве. В его честь названа московская улица Константина Царёва.

## Инфраструктура
Личное подсобное хозяйство.

## Транспорт
Деревня доступна по просёлочным дорогам